# Carolina Geijssen

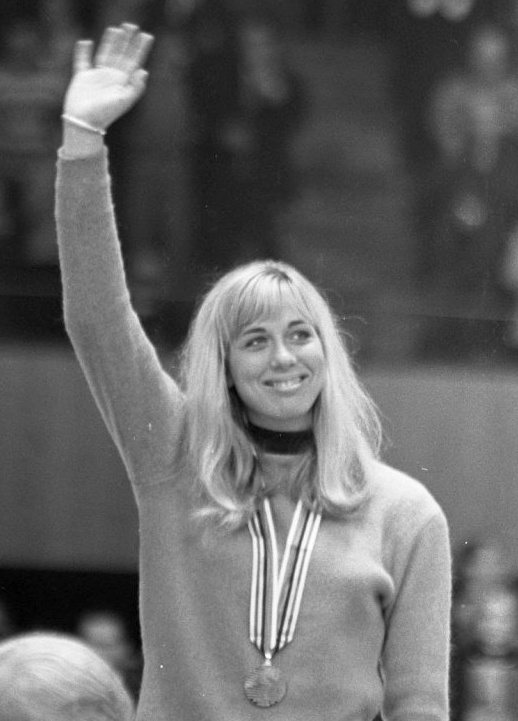
Carolina Geijssen, 1968

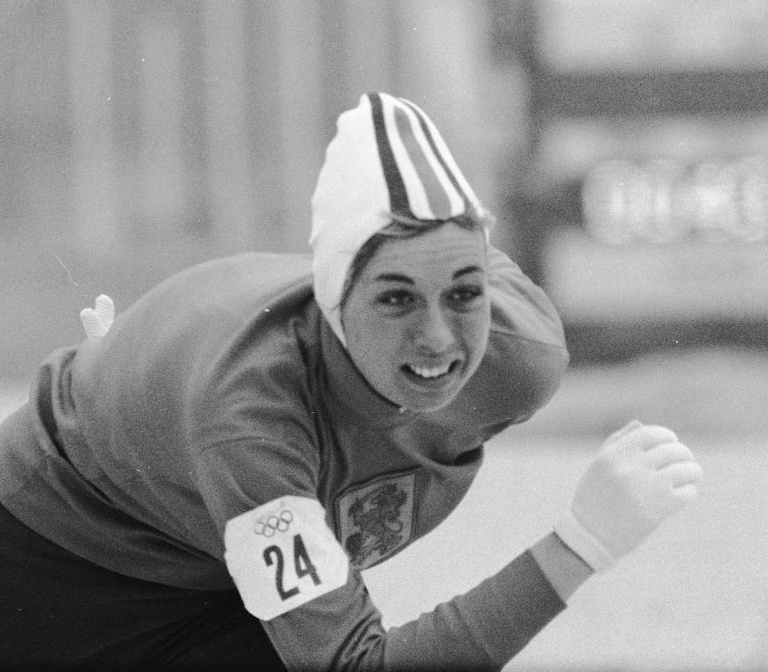
Carolina Geijssen, 1968

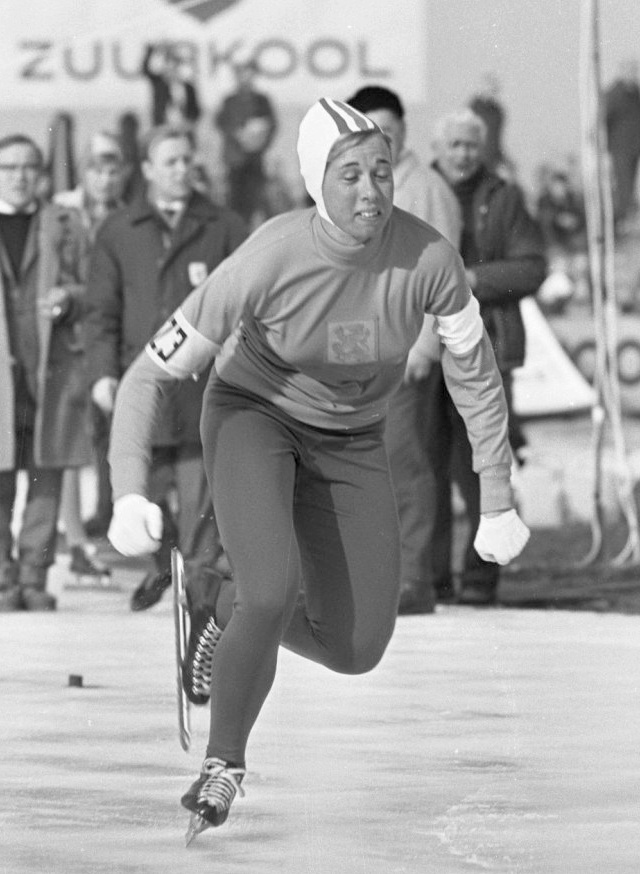
Carolina Geijssen, 1967

Carolina Cornelia Catharina „Carry“ Geijssen (* 11. Januar 1947 in Amsterdam) ist eine ehemalige niederländische Eisschnellläuferin.
Bei den Olympischen Spielen 1968 in Grenoble gewann sie die Goldmedaille über 1000 Meter. Im Jahr 1971 trat sie vom aktiven Sport zurück.